# Vuelo secreto
Vuelo Secreto fue una serie  de comedia de situación colombiana, producida por  PUNCH, creada  por Juan Manuel Cáceres, Henry Ernesto Pérez Ballén como asesor argumental y escritor y dirigida por Mario Ribero Ferreira, que se trasmitió entre 1992 en 1999. Retransmitida por Caracol Televisión en 2001.  Su tema son las situaciones jocosas del personal de una agencia de viajes en la cual una pareja debía lidiar con su amor secreto pues las relaciones están prohibidas entre los empleados como política de la empresa, y un jefe picarón.

## Sinopsis
Inicialmente mostraba el conflicto de una pareja de recién casados que trabajan en una agencia de viajes, donde no se permite que trabajen dos familiares. Se complica la situación cuando el jefe y dueño de la empresa un viejo picarón comienza a coquetearle a la muchacha y convierte en su consejero y paño de lágrimas al esposo de ella, quien es su mano derecha en la agencia.

## Elenco
- Armando Gutiérrez es Alejandro Martínez (1992-1993).
- Adriana Vera es Pilar Rojas.
- Carlos Barbosa es Ernesto Suárez Vergara (gerente de Viajes Lunaire).
- Ana María Arango es María Elvira.
- Ana Bolena Mesa es Liliana Charry.
- Ramiro Meneses es Oswaldo Atehortúa.
- Fabio Rubiano es Daniel Soler "El Triplepapito".
- Luigi Aycardi es Santiago Fernández Pombo.
- Claudia de Hoyos es Rosa Claudia Bustos.
- Jessica Rodríguez es Yuri Jessica Cucalón.
- Ana Cristina Botero es Silvia.
- Evelyn Santos as Paloma.
- Alberto Saavedra es Francisco "Pachito" Pombo.
- Daniel Rocha es Richardo.
- Martín Armenta es El Costeño
- Enrique Carriazo es el Pequeño Ortegón.
- María Margarita es La Hermana Rita (Sor Rita).
- Santiago Bejarano
- Lucero Cortes
- Gilberto Ramírez
- Marisol Correa
- Lucero Gómez
- Ana María Sanabria
- Federico Arango
- Andrés Felipe Martínez
- Hugo Gómez
- Alexandra Restrepo
- Víctor Gómez
- Marlon Moreno
- Carmenza González
- Jaime Alberto Gallego